# Glukagon
Glukagon (også stavet glucagon) er et peptidhormon, der produceres i bugspytkirtlen og er sammen med insulin med til at regulere blodsukkeret.
Glukagon bevirker øgning af blodsukkeret, idet hormonet stimulerer til nedbrydning af glykogen til glukose med henblik på at frigive glukose til blodet ved lavt blodsukker.
Glukagon bruges også som lægemiddel ved førstehjælp hos personer med for lavt blodsukker (hypoglykæmi). 
Ud over at stimulere nedbrydningen af glykogen til glukose (glykogenolyse) har glukagon følgende effekter: 
1) Stimulering af glukoneogenesen (nydannelse af glukose ud fra lactat, glycerol og aminosyrer).
2) Stimulering af lipolysen (nedbrydningen af fedt til frie fedtsyrer).
3) Hæmning af glykolysen (nedbrydningen af glukose).

## Glukagonlignende peptid
Glukagonlignende peptid eller liraglutide (glucagonlike peptide-1,GLP-1)  er en receptor agonist for glukagon med handelsnavnene Victoza og Saxenda (Novo Nordisk) der af FDA er godkendt mod fedme.